# Concert per a piano núm. 4 (Beethoven)
El Concert per a piano i orquestra núm. 4 en sol major Op. 58 de Ludwig van Beethoven va ser compost entre 1805 i 1806. No han quedat còpies autògrafes.

## El gran innovador
Beethoven va treballar en el Concert en Sol major aproximadament al mateix temps que componia diverses altres peces majors, incloent l'òpera Fidelio, el Triple Concert, la Sonata Appassionata, els Quartets Razoumovsky i les Sinfonies Quarta i Cinquena. Aquest torrent d'obres mestres és veritablement sorprenent, especialment si observem quantes van ser realment innovadores. Beethoven estava expandint el seu llenguatge musical a un ritme sorprenent.

## Gestant el concert
També es considera aquest concert com una obra original per una altra raó totalment diferent: el piano comença sol. Hi ha un precedent al K. 271 de Mozart" (Concert Número 9 a Mi bemoll major), però encara en aquesta peça hi ha un breu tutti abans de l'entrada del piano. La importància de la idea de Beethoven no rau en la mera novetat de començar amb un solo, sinó més aviat en les conseqüències d'aquesta obertura. El concert clàssic típic comença amb una llarga exposició orquestral que prepara el terreny per a l'entrada de l'instrument solista. La textura orquestral arriba a necessitar un contrast i aquest ho proporciona el solista. El mitjà habitual per aconseguir aquesta sensació d'expectativa és que la música romangui a la tònica durant un temps suficient fins a gairebé arribar a suggerir monotonia, la que queda dissipada amb la posterior entrada del solista. No obstant això, la situació és totalment diferent al Concert en sol major. Després de la fase inicial del piano, l'instrument solista roman en silenci durant tot el tutti orquestral. D'aquesta manera, la música orquestral ha de justificar una nova entrada, més que una entrada. L'obertura del piano queda, per dir-ho sense resoldre, i la tensió resultant s'alleugereix només amb la reaparició del solo. Donada aquesta nova estratègia, Beethoven ja no considerava que el tutti havia de romandre en una sola tonalitat. Per tant, en aquest concert, l'exposició orquestral posa un èmfasi poc habitual en el desenvolupament i és inestable pel que fa a tonalitat. A causa de la innocent simplicitat del solo inicial, subconscientment equiparem al piano amb l'estabilitat. Esperem el retorn del piano perquè es resolgui la tensió de la inestabilitat.
Va ser estrenat per Beethoven com a solista en un concert privat ofert al març de 1807 al palau del seu patró, el príncep Lobkowitz. Això no obstant, l'estrena pública no va tenir lloc fins al 22 de desembre de 1808 al Theater an der Wien de Viena de nou amb Beethoven al piano, en un concert extensíssim. Aquest concert va suposar l'última aparició pública de Beethoven com a solista amb orquestra, i a més també s'hi van estrenar les seues Cinquena i Sisena simfonies. Beethoven va dedicar el concert al seu amic, alumne i patró Rodolf d'Habsburg-Lorena. Un comentari en l'Allgemeine Musikalische Zeitung de maig de 1809 diu que " [aquest concert] és el més admirable, singular, artístic i complex concert que Beethoven hagi escrit". No obstant això, després de l'estrena l'obra va ser oblidada fins al 1836, quan va ser recuperada per Felix Mendelssohn.
L'obra està escrita per a un piano solista i una orquestra composta per: 1 flauta, 2 oboès, 2 clarinets, 2 fagots, 2 trompes, 2 trompetes, timbals i instruments de corda. Com és usual en el concert clàssic, té tres moviments:
1. Allegro moderato
2. Andante con moto
3. Rondó (Vivace)

| I Moviment |
|            |
|            |
|            |

El primer moviment comença amb un solo de piano, que toca acords simples en la tònica principal abans de modular a la dominant. Sorprenentment, l'orquestra entra en si major, el que provoca un canvi a un acord de tercera que es revela en si com un motiu del primer moviment.
El que sembla un detall en l'obertura del concert es converteix en una força significativa en la totalitat de la peça. El fet de començar amb el piano tot sol, seguit per l'orquestra sola, suggereix un diàleg. Aquesta implicació és confirmada en el moviment lent, que consisteix enterament en una conversa donada per alternança. Semblant procediment porta reminiscències de la textura, no així de l'esperit, del concert barroc. El piano i l'orquestra gairebé mai no toquen junts fins al compàs final. Aquesta forma podria produir fragmentació a les mans d'un compositor menor, però Beethoven evita aquest parany variant la longitud de cada exposició dins del diàleg. Observeu la manera com avança el moviment, en un sentit molt general, passant d'exposicions llargues a curtes i, novament, a exposicions llargues.
Franz Liszt va caracteritzar el segon moviment com un diàleg entre el piano (Orfeu) i les Fúries, representades pels instruments de corda a l'uníson. El seu quiet final en mi menor s'enllaça sense pausa amb els acords de do major que comencen el finale.
El tercer moviment és un Rondó amb un tema molt rítmic, diferent en el seu caràcter d'aquell del primer moviment, més en to de diàleg i calmat. El final, que segueix al moviment lent sense cap interrupció, contínuament intenta establir el to incorrecte com a tònica (Beethoven va utilitzar aquest mateix artifici al final del Segon Quartet Razoumovsky, que va escriure aproximadament a la mateixa època). També maneja diàleg, encara que en forma no tan unívoca com landante, la culminació del procés de diàleg es produeix a la cadenza, on s'alternen dues textures diferents en el solo de piano. El diàleg continua, però aquesta vegada de l'instrument solista amb ell mateix, mentre l'orquestra es manté en silenci.

## L'estratègia
La col·locació d'aquest fet estratègic com a culminació del diàleg del sol a la cadença demostra com havia avançat molt Beethoven des del concert de piano virtuós dels seus antecessors. Tradicionalment, la cadença és el lloc on els solistes despleguen les seves habilitats tècniques. En els concerts d'èpoques anteriors, té escassa funció estructural i actua gairebé com un parèntesi: una vegada el solista acaba la seva exhibició, es reinicia la peça. D'aquesta manera, Mozart i altres autors tradicionalment deixaven la cadença perquè l'escrivís o la improvisés el solista, així que poc importava a l'estructura del concert la música que contingués la cadença. Però Beethoven, reticent de deixar a l'atzar cap part de les seves composicions madures, va escriure les cadences que haurien d'utilitzar-se al Concert en Sol major (no obstant això, va incloure dues alternatives diferents per al primer moviment).
El virtuosisme d'aquestes cadences està absent en gran manera en altres parts del concert. Encara que es podria haver esperat una proporció més gran de passatges de bravura del millor pianista de la seva època quan va compondre un concert per al seu propi ús, el que va buscar Beethoven va ser transcendir el concert d'exhibició del període clàssic, l'esperit serè i reflexiu d'aquesta obra tendeix a impedir acrobàcies pianístiques i és així que el Quart Concert resulta únic dins el marc de la seva època.